# Rudolf Alexander Schröder

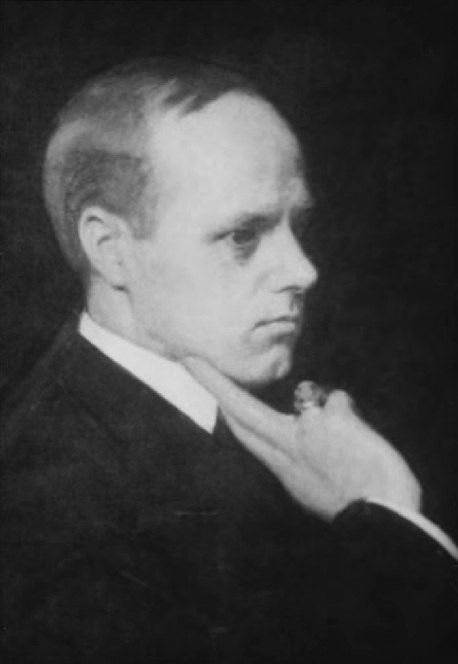
Adolf Heller: Bildnis Rudolf Alexander Schröder (um 1910)

Rudolf Alexander Schröder (* 26. Januar 1878 in Bremen; † 22. August 1962 in Bad Wiessee) war ein deutscher Schriftsteller, Übersetzer, Dichter, evangelischer Kirchenlieddichter sowie Architekt und Maler.

## Biografie
Schröder wurde in Bremen als Sohn einer Kaufmannsfamilie geboren. Sein Vater Johannes Schröder (1837–1916) wirkte von 1888 bis 1916 als Präses der Norddeutschen Missions-Gesellschaft in Bremen und war 1891 Mitbegründer des Bremer Mäßigkeitsvereins.
Schröder legte 1897 am Bremer Alten Gymnasium das Abitur ab. Schon in der Schulzeit entwickelte er literarische Neigungen. Nach dem Abitur zog er nach München um und begann ein Studium der Architektur, Musik und Kunstgeschichte. Erste Gedichtbände veröffentlichte er 1899 und 1900. Zusammen mit seinem Vetter Alfred Walter Heymel und in Verbindung mit dem Redakteur Otto Julius Bierbaum gründete er 1899 die Zeitschrift Die Insel, aus der 1902 der Insel-Verlag erwachsen sollte. Nicht zuletzt über die Zeitschrift machte Schröder die Bekanntschaft von Harry Graf Kessler, Julius Meier-Graefe und Hugo von Hofmannsthal.
Im Jahr 1901 schied Schröder aus der Insel-Redaktion aus, lebte für ein Jahr in Paris und leistete 1902/03 seinen Militärdienst in Kiel-Friedrichsort. Anschließend ließ er sich als Architekt in Bremen nieder. Von Ende 1905 bis 1908 lebte er in Berlin im Haus Meier-Graefes und lernte unter anderem Rainer Maria Rilke, Gerhart Hauptmann und Max Reinhardt kennen. Zurück in Bremen etablierte er sich als Innenarchitekt. 1909 gestaltete er die Ausstattung des Salondampfers George Washington und legte 1912 Entwürfe für den Ratssaal im Bremer Neuen Rathaus vor. Er hatte in München schon z. B. die Redaktionsräume der Insel gestaltet und in Bremen Häuser entworfen. Bei der Weltausstellung 1910 in Brüssel erhielt Schröder eine goldene Medaille, bei der Weltausstellung 1913 in Gent den Grand Prix. 1922 gestaltete er die Inneneinrichtung des Bremer Landhauses, das der Architekt Heinz Stoffregen als Messepavillon der Hansestadt für die Deutsche Gewerbeschau München entworfen hatte. Zu seinen bekanntesten späteren Arbeiten gehörte ein Teil der Innenausstattung des 1929 in Dienst gestellten Ozeandampfers Bremen.

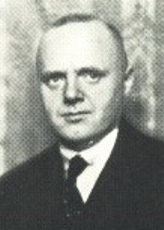
Rudolf Alexander Schröder um 1924 auf einer Fotografie von Nicola Perscheid

Nach dem Vorbild der englischen „Doves Press“ begründete Schröder mit Hofmannsthal, Rudolf Borchardt, Ludwig Wolde und Willy Wiegand 1911 die bibliophile Privatpresse „Bremer Presse“. 1927 stand er als Gründungspräsident der Bremer Bibliophilen-Gesellschaft vor.
Während des Ersten Weltkrieges arbeitete Schröder als Zensor im Generalgouvernement Belgien, der deutschen Verwaltung des besetzten Landes, in Brüssel; dabei lernte er die flämische Lyrik kennen, die er später auch übersetzte.
Nach dem Krieg besorgte Schröder Übertragungen antiker Literatur und eine Ausgabe der Werke Jean Pauls. Auch veröffentlichte er weiterhin Lyrikbände. 1931 gab er die Arbeit als Architekt auf, um sich ganz auf die Schriftstellerei (Schwerpunkte: Lyrik, Übersetzung und Essay) zu konzentrieren und daraus seinen Lebensunterhalt zu bestreiten. Im selben Jahr veröffentlichte er sein einziges größeres Prosawerk Der Wanderer und die Heimat.
Schröder blieb unverheiratet und war homosexuell, was u. a. aus der Familie seines Freundes Rudolf Borchardt mehrfach bestätigt wurde. Borchardt, der mit einer Nichte Schröders verheiratet war, äußerte sich darüber diskriminierend, obwohl Schröder ihn und seine Familie über Jahre finanziell unterstützte.

### Zeit des Nationalsozialismus
Schröder war in der Zeit des Nationalsozialismus als homosexueller Mann gefährdet. Er verließ Ende 1935 Bremen und zog in das abgeschiedene Bergen in Oberbayern. Seine ebenfalls unverheiratete Schwester Dora Schröder führte ihm den Haushalt, und sie war für ihn auch als Sekretärin tätig.
Auch wenn Schröder den Umzug zu Beginn des Dritten Reichs nach Bayern als Schritt in die Innere Emigration verstanden wissen wollte, so arrangierte er sich mit den Nationalsozialisten. Er fungierte in Bremen als Ortsgruppenleiter des Reichsverbandes Deutscher Schriftsteller, was ihm entscheidenden Einfluss auf die Literaturentwicklung in der Hansestadt sicherte. 1938 wurde er anlässlich seines 60. Geburtstages mit der höchsten Bremer Kulturauszeichnung, der Plakette für Kunst und Wissenschaft, geehrt. Erster Gratulant im Bremer Rathaus war Bürgermeister und SA-Gruppenführer Heinrich Böhmcker. Lese- und Vortragsreisen führten ihn in viele Regionen Deutschlands, hauptsächlich zu Veranstaltungen in kirchlichen Räumen. Belegt sind auch Treffen mit Hans Grimm und weiteren nationalkonservativen Autoren auf den Lippoldsberger Dichtertreffen.
Schröder gehörte zu den Stammautoren der Kulturzeitschrift Eckart, die von  Kurt Ihlenfeld im gleichnamigen Eckart-Verlag Berlin herausgegeben wurde und ihre Aufgabe in Begegnungen von Theologie und Literatur, Glaube und Dichtung sah. Eine Buchreihe des Verlags mit vorwiegend protestantischen und literarischen Themen nannte sich auch Der Eckart-Kreis. Schröder stand dem gemäßigten Zentrum der Bekennenden Kirche nahe, hielt sich aber öffentlich zurück. Er suchte den Kontakt zu Theologen und stand etwa mit Hans Asmussen in Kontakt. Er arbeitete an Zeitschriften und Sammelwerken mit, die sich gegenüber dem Nationalsozialismus distanziert verhielten (Neue Rundschau, Frankfurter Zeitung u. a.), war aber auch Autor des Inneren Reichs, einer bürgerlichen, aber strikt der „Führung des deutschen Volkes durch Adolf Hitler“ verpflichteten Zeitschrift.
In seinem Werk wandte sich Schröder ab 1935 dem evangelischen Kirchenlied zu. 1941 wurde er mit einem Vortragsverbot belegt. 1942 wurde er in Rosenheim zum Lektor (d. h. Laienprediger) berufen.
Im November 1941 setzte sich Schröder gegenüber dem Münchner Dekan Friedrich Langenfaß für die von der Deportation nach Kaunas bedrohte Karoline Borchardt ein. Diese war zwar evangelisch getauft, galt aber nach den Nürnberger Gesetzen als „Volljüdin“ und war nach ihrer Scheidung von dem Schriftsteller Rudolf Borchardt nicht mehr durch eine „Mischehe“ vor der Deportation geschützt.

„Es müsste doch möglich sein, hier in rascher Frist Beschlüsse herbeizuführen, die der Kirche Luthers die Schmach vor allen Menschen und – weit ernster – die schreckliche Verantwortung vor dem lebendigen Gott des Hebräerbriefs ersparen würden, dass sie für die Ärmsten und Elendsten ihrer ihr von Gott dem Herrn anvertrauten Glieder nicht einmal das Wort des Schutzes und der Verteidigung gefunden habe. Es wird sich ja in Bayern kaum um eine überwältigende Anzahl Seelen handeln, die man nicht durch Stillschweigen dem Satan verkaufen helfen will. Neue Übertritte sind, soweit ich weiss, ohnehin verboten.“

Die Historikerin Susanna Scharfstetter weist darauf hin, dass Schröder zwar das Schicksal der Deportierten schon vor Augen gestanden habe („die Abschiebung in die Hunger- und Frosthöllen des Ostens“), er sich aber trotzdem ausdrücklich nur auf getaufte Juden bezog. Karoline Borchardt wurde nach Intervention ihrer Pensionswirtin von der Deportation zunächst zurückgestellt, im Juli 1942 nach Theresienstadt deportiert und dort 1944 ermordet.
Gegenüber den nicht zuletzt jüdischen Exilierten der NS-Zeit und ihrer möglichen Rückkehr nach Deutschland hegte Schröder Ressentiments. Kurz vor Kriegsende schrieb er an Bernt von Heiseler:

„Mich beunruhigt eine ganz andere Sorge und das ist die wegen der unsäglichen Schlamm- und Schmutzflut, mit der die zurückgekehrte und vollends aller Scham und Rücksicht entblösste literarische juiverie nun bald alle Kanäle unseres Schriftwesens verstopfen und verdrecken wird, so dass unsereinem der letzte Atemraum in noch ganz anderer Weise als bisher […] wird ausgefochten [sic] werden.“

Der Bremer Journalist Henning Bleyl fasst in seinem Beitrag für die taz vom 21. Januar 2010 unter dem Titel Das Problem mit dem Patron zusammen: „Die Dichtungen von Rudolf Alexander Schröder sind im Evangelischen Gesangbuch ebenso vertreten wie in den Liedersammlungen von SS und SA. Sein Beispiel demonstriert die Dehnbarkeit des Begriffs ‚Innere Emigration‘ […] Schröders Werk gilt gemeinhin als die Synthese von humanistischer Tradition und protestantischer Gläubigkeit schlechthin – und fand in einigen Facetten nichtsdestoweniger seinen festen Platz in den täglichen Morgenfeiern der HJ. Transparenz über dieses Sowohl-als-auch herzustellen gäbe mehr Aufschluss über die Vitalität und Funktionsfähigkeit des ‚Dritten Reiches‘, als es durch einseitige Entlastungen oder ‚Brandmarkungen‘ möglich wäre.“ Nach Einschätzung Bleyls war Schröder kein Rassist. Die „Arier“-Ideologie charakterisierte er als „Wonne aller Hohlköpfe“.

### Nach 1945
In seiner Pfingstpredigt von 1945 formulierte Schröder: „Was ist von unserer, der Christen Seite geschehen, um dem Blutwahn der mit den höchsten Ämtern und Titeln des Reiches Bekleideten zu entgehen? Gegenüber unserer eigenen, längst weltkundigen Schande haben wir die Augen zugekniffen.“
Schröders zahlreiche Veröffentlichungen der Nachkriegsjahre ordnet Bernd Lutz dem „Klima einer ‚geistigen Rückbesinnung‘“ zu, „die bei der Neuorientierung Deutschlands gedanklich eher an dem traditionellen, bürgerlich-christlichen Wertekanon – eine Form von innerer Revolte aus dem Geist des Abendlands – anknüpfte als an der Umgestaltung der wirtschaftlichen und politischen Verhältnisse, um einen erneuten Rückfall in die Barbarei zu verhindern“. Schröder habe damit weit entfernt von der die Zeit bestimmenden literarischen Entwicklung gestanden, aber bis zu seinem Tod als hochdekoriertes Aushängeschild der Adenauerschen Restauration fungiert.
Ein programmatischer Vortrag mit dem Titel „Vom Beruf des Dichters in der Zeit“, den Schröder im Juli 1947 bei einem Treffen neuer Autoren mit dem Motto „Ruf der Jugend“ in Altenbeuern hielt, wurde zu einem Ausgangspunkt der Gruppe 47. Schröder hatte postuliert: „Sein und Ziel […] aller Kunst ist Erhebung aus dem Vergänglichen, ist Rettung des Vergänglichen ins Unvergängliche, ins Bleibende“. Die Vorstellung, man könne sich an zeitlos gültigen Werten und überzeitlich wirksamen Gewissheiten orientieren, stieß aber bei den Schriftstellern der jüngeren Generation, die Diktatur und Krieg erfahren hatten, auf Unverständnis. Einer der Zuhörer, Hans Werner Richter, lehnte die durch Schröder repräsentierte Kontinuität einer Inneren Emigration ab. Für ihn standen Kritik, Auseinandersetzungen und Unruhe als Stichworte für die Treffen gleichgesinnter und gleichgestimmter Autoren ab September 1947.

### Bremer Ehrungen für Schröder nach 1945
1946 wurde Schröder die Leitung der Bremer Kunsthalle von Bergen aus übertragen (bis 1950), da er als politisch unbelastet galt; danach wählte ihn Der Kunstverein in Bremen zum Ehrenvorsitzenden. Seine Vaterstadt Bremen ernannte ihn zum Ehrenbürger.
Anlässlich seines 75. Geburtstages veröffentlichte der Senat der Freien Hansestadt Bremen die „Urkunde über die Stiftung eines Literaturpreises“, der jeweils am 26. Januar eines Jahres, Schröders Geburtstag, verliehen werden soll. Von 1953 bis 1958 war Schröder selbst Vorsitzender der Jury für den Literaturpreis der Stadt Bremen. In der Jury akzeptierte Schröder bis zu seinem Rücktritt keine Entscheidung gegen seinen Willen. Während die Satzung forderte, mit dem Preis solle der „literarische Nachwuchs“ gefördert werden, setzte Schröder als ersten Preisträger den Heimatdichter Heinrich Schmidt-Barrien durch. Nachdem im zweiten Jahr mit Erhart Kästner und Benno von Wiese andere Stimmen von Gewicht in die Jury berufen worden waren, konnte Schröder die Preisvergabe an Ilse Aichinger nicht mehr verhindern, erreichte aber die Teilung des Preises zu Gunsten seines Favoriten Herbert Meier. Immerhin war es ihm gelungen, eine Preisvergabe an Heinrich Böll und fürs erste auch an Paul Celan zu verhindern. Im folgenden Jahr verhinderte Schröder die Wahl Celans, indem er Ernst Jünger durchsetzte. Dabei kam ihm zugute, dass die Jurymitglieder Rudolf Hirsch und von Wiese bei der Abstimmung fehlten. 1957 wurde zwar Ingeborg Bachmann gewählt, aber als Zugeständnis an Schröder wurde der Preis erneut geteilt, diesmal zugunsten von Gerd Oelschlegel. Erst als Schröder Ende 1957 selbst nicht an der Juryabstimmung teilnehmen konnte, wurde Paul Celan gekürt, sehr zum Missfallen Schröders, der sich ärgerte, dass die Ehrungen zu seinem 80. Geburtstag gemeinsam mit der Preisverleihung an Celan erfolgen sollten.
Der Celan-Biograph Wolfgang Emmerich sieht Schröder als jemanden, der gewusst habe, dass seine Zeit sich dem Ende zuneigte, und Celan zumindest Respekt gezollt habe, der aber eine andere Auffassung vom Verhältnis eines Schriftstellers zu seiner Leserschaft gehabt habe, einen anderen Blick auf die jüngere deutsche Geschichte und eine andere Einstellung zur ästhetischen Moderne. Sein Dichtertum habe Schröder nicht mit dem Celans vermengt sehen und schon gar nicht habe er als Anwalt von Celans Poesie erscheinen wollen. Schröder sei nicht bereit gewesen, sich konkret auf die Massenverbrechen der NS-Zeit und auf das, was sie den Überlebenden aufbürdeten, einzulassen. Schröder sprach vom „unaussprechlich Grauenvolle[n] […], von dem wir alle wissen“, habe es aber nicht aussprechen wollen.
Nach der Affäre 1960 um die Vergabe des Preises für Die Blechtrommel von Günter Grass gründete der Bremer Senat 1962 die unabhängige Rudolf-Alexander-Schröder-Stiftung; sie vergibt seitdem den mittlerweile mit 25.000 € dotierten Bremer Literaturpreis, der zu den ältesten und renommiertesten Literaturpreisen der Bundesrepublik zählt.
Der vierfache Ehrendoktor (München, Tübingen, Frankfurt am Main, Rom) starb 1962 in Bad Wiessee nach kurzem Aufenthalt in der dortigen Klinik und wurde im Bremer Grab der Familie Schröder auf dem Riensberger Friedhof beigesetzt.

## Literarische Freundschaften
Für Schröders Leben bestimmend waren Freundschaften mit Alfred Walter Heymel, Hugo von Hofmannsthal und Rudolf Borchardt sowie Begegnungen mit Rainer Maria Rilke, Gerhart Hauptmann und anderen Schriftstellern der Zeit. Er pflegte auch Kontakte zu Stefan George, ohne ein Anhänger des George-Kreises zu werden.
Schröder hielt nach 1945 weiter persönlichen bzw. korrespondierenden Kontakt zu national-völkischen Autoren wie Edwin Erich Dwinger und weiteren nationalsozialistisch involvierten Autoren wie Georg Grabenhorst, Hans Grimm, Ina Seidel, Frank Thiess, August Hinrichs und Alma Rogge sowie zu anderen ehemaligen nationalsozialistischen Aktivisten wie Hinrich Knittermeyer.
Theodor W. Adorno lud ihn 1961 zu einer Poetik-Vorlesung an der Frankfurter Goethe-Universität ein.

## Künstlerisches Schaffen

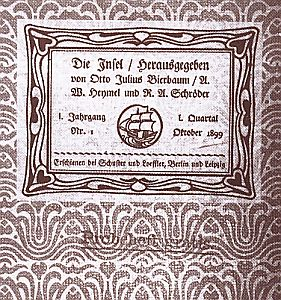
Die Insel, erste Umschlagseite der Erstausgabe (Ausschnitt), Oktober 1899

Die frühe Lyrik Schröders stand im Zeichen eines Skeptizismus und romantisierenden Ästhetizismus; dabei bediente er sich vor allem klassischer Formen wie Oden und Sonette. Für Münchener Kabarettbühnen schrieb er „Brettlgedichte“.
Schröders Werk während des Deutschen Kaiserreichs zeigt, dass er sich als politischer Dichter verstand, der, etwa in den Deutschen Oden (1908–1913), das Volk wachzurütteln und auf Krieg, Bewährung und Umkehr einzuschwören habe. In politischer Absicht verfasste er 1919 auch das Schulspiel Der Kaiser im Berg. In der Weimarer Republik glaubte er die Verbindung zwischen Volk und Dichter unterbrochen. Sein bürgerlicher Volksbegriff von Tradition und Sitte vertrug sich aber auch nicht mit dem völkischen Staat des Nationalsozialismus.
Schröders Lyrik bei Ausbruch des Ersten Weltkrieges drückte nationales Empfinden aus. In seiner noch 1914 veröffentlichten Gedichtsammlung Heilig Vaterland bezog er sich auf die deutsche Einkreisungstheorie und endete mit Gottvertrauen. Im Nationalsozialismus wurde das Gedicht Deutscher Schwur („Heilig Vaterland, in Gefahren, deine Söhne stehn, dich zu wahren. […]“, 1914) aus der Gedichtsammlung zu einem festen Bestandteil der Erziehung. Schröder nahm die Verwendung und Aktualisierung in der nationalsozialistischen Propaganda hin, übertrug aber den Titel der Gedichtsammlung, „Heilig Vaterland“, auf den Text. Schröders Kreise konnten darin seine veränderte Haltung und Hinwendung zum Christentum erkannt haben. Günter Grass bezeichnete das Gedicht Deutscher Schwur 1961 als sein „Ungedicht“. Peter Rühmkorf sah darin eine „Sterbehymne“ und in Schröder einen „Opfermutbesinger“, der seinen Opfergeist am Schreibtisch entwickelt habe.
Mit seinen Oden und Elegien aus der Zeit vor dem Ersten Weltkrieg stand Schröder in einer völkisch bestimmten Tradition und knüpfte in den 1920er-Jahren mit seinen Gedichten auch daran an. Seine Absagen an den Expressionismus oder die Neue Sachlichkeit ermöglichten es völkisch-nationalen Kreise, bei ihm Anknüpfungspunkte zu finden. Der nationalsozialistische Germanist Heinz Kindermann etwa nahm Schröder in seinen Sammelband Des deutschen Dichters Sendung in der Gegenwart (1933) auf, distanzierte sich allerdings im Nachwort von Schröders Ansichten. Mitte der 1930er Jahre gewann der Verleger Peter Suhrkamp ihn als Autor des S. Fischer Verlags. Schröder verließ den Insel-Verlag, mit dessen Verleger Anton Kippenberg er freundschaftlich verbunden blieb. Nach dem Zweiten Weltkrieg optierte er wie Brecht, Hesse und andere S.-Fischer-Autoren für Suhrkamps neuen Verlag. Peter Suhrkamp verwirklichte zwei Schröder-Gesamtausgaben (1939 ff., unvollständig; 1952 ff.).
Das humanistische Erbe der Klassik und eine protestantisch-biblische Religiosität bestimmten immer stärker Schröders Schaffen. Er wurde zu einem wichtigen Erneuerer des evangelischen Kirchenliedes im 20. Jahrhundert. Einige seiner Lieder wurden in Kirchengesangbücher aufgenommen (Wir glauben Gott im höchsten Thron; Abend ward, bald kommt die Nacht; Es mag sein, dass alles fällt u. a.).
Auch Schröders Rang als bedeutender Übersetzer wuchs. Er übersetzte die Ilias und Odyssee Homers, Werke von Vergil, Horaz, Corneille, Racine, Molière, T. S. Eliot, Shakespeare und veröffentlichte Nachdichtungen niederländisch-flämischer Lyrik. Er übertrug auch altkirchliche (gregorianische) Hymnen im Alpirsbacher Antiphonale, dessen Neubearbeitung Friedrich Buchholz ab 1946 für die Kirchliche Arbeit Alpirsbach betrieb.
1950 schrieb Schröder die von Hermann Reutter vertonte Hymne an Deutschland, die nach dem Wunsch von Bundespräsident Theodor Heuss Nationalhymne der Bundesrepublik Deutschland werden sollte, sich aber gegen die von Bundeskanzler Konrad Adenauer bevorzugte dritte Strophe des Deutschlandliedes nicht durchsetzte. Schriftsteller und Intellektuelle schlugen ihn Ende der 1950er Jahre mit Unterstützung der Nobelpreisträger T. S. Eliot und Albert Schweitzer „als großen Europäer“ für den Literatur-Nobelpreis vor.

## Nachlass
Auf Schröders Wunsch ging sein Nachlass an das Deutsche Literaturarchiv in Marbach. Den Vorschlag Bernhard Zellers im Auftrag der Deutschen Schillergesellschaft, den gesamten literarischen Nachlass gegen eine ab sofort auszahlbare monatliche Rente für die spätere Übereignung zu sichern, fand Schröders freudigen Zuspruch, scheiterte jedoch am Einspruch der Erben. So zogen sich die Verhandlungen nach seinem Tode über zwei Jahrzehnte hin. Zum Nachlass zählen u. a. Werkmanuskripte, Bücher aus seiner Bibliothek, die umfangreiche Korrespondenz, vor allem Briefe an Schröder. Sein von Adolf Heller 1912 gemaltes Porträt schenkte Schröder 1958 nach Ende der zu seinen Ehren anlässlich des 80. Geburtstags kuratierten Einzelausstellung als Dank dem Schiller-Nationalmuseum.

## Kritik an Schröder als Namensgeber der Rudolf-Alexander-Schröder-Stiftung
Wie schon einmal 1987 anlässlich der Preisverleihung an Christa Wolf wurde 2010 in der taz vom Journalisten Henning Bleyl dezidiert die Frage aufgeworfen, ob die Stadt Bremen ihren renommiertesten Literaturpreis weiterhin mit dem Namen Schröders verbinden solle, „dessen Verhältnis zum ‚Dritten Reich‘ von seinen wohlwollendsten Kritikern als ‚ambivalent‘ eingestuft“ werde (Kai Artinger). So habe er 1938, ungeachtet seiner inneren Emigration, „als erster die vom Senat verliehene Plakette für Kunst und Wissenschaft vom damaligen Bürgermeister, SA-Gruppenführer Böhmcker“, entgegengenommen, wie Quellen aus dem Bremer Staatsarchiv belegen. In seiner 2022 erschienenen ausführlichen Studie hält der Historiker Thomas Elsmann dagegen, sowohl Schmitz als auch Bleyl hätten die Preisverleihung 1938 und Schröders Haltung dazu nicht verstanden: Der Preis sei eben kein „inhaltlich nationalsozialistischer“ gewesen und Schröder „empfand ihn als persönlichen Dank und war für ihn zugleich innere, moralische Verpflichtung weiterhin für Bremen tätig zu sein“. Er moniert, dass eine aufrichtige Diskussion noch ausstehe, denn bisher sei nur unter dem „Verdikt der Vorverurteilung“ argumentiert worden.

## Ehrungen
- 1938: Senatsplakette für Kunst und Wissenschaft, Bremen[36]
- 1938: Ehrenmitglied der Bremer Wissenschaftlichen Gesellschaft
- 1938: Ehrenmitglied des Bremer Kunstvereins
- 1947: Lessing-Preis der Freien und Hansestadt Hamburg
- 1947: Raabe-Plakette der Stadt Braunschweig
- 1948: Ehrenbürger von Bremen
- 1948: Ehrenmitglied der Maximilian-Gesellschaft
- 1948: Berufenes Mitglied der Bayerischen Akademie der Schönen Künste
- 1950: Ehrenbürger von Bergen (Obb.)
- 1950: Korrespondierendes Mitglied der Akademie der Wissenschaften und der Literatur in Mainz
- 1952: Pour le Mérite für Wissenschaft und Künste; Erster Vizekanzler des Ordens 1955–1959
- 1953: Ehrenpräsident der Deutschen Akademie für Sprache und Dichtung
- 1954: Großes Bundesverdienstkreuz
- 1954: Goetheplakette der Stadt Frankfurt am Main
- 1958: Kommandeurkreuz des Ordens von Oranien-Nassau, Niederlande
- 1958: Kommandeurkreuz des Kronenordens des belgischen Leopold-Ordens, Belgien
- 1959: Bayerischer Verdienstorden
- 1962: Johann-Heinrich-Voß-Preis für Übersetzung der Deutschen Akademie für Sprache und Dichtung
- 1963: Einweihung des Rudolf-Alexander-Schröder-Hauses in Würzburg als Zentrum evangelischer Erwachsenenbildung[37]
- 1996: Straßenbenennung im Bremer Weidedamm-Viertel lt. Beschluss des Bremer Senats vom 4. Juni 1996[38]

## Werke in Auswahl
- Unmut. Gedichte. 1899
- Empedokles. Gedichte. 1900
- An Belinde. Gedichte. 1902

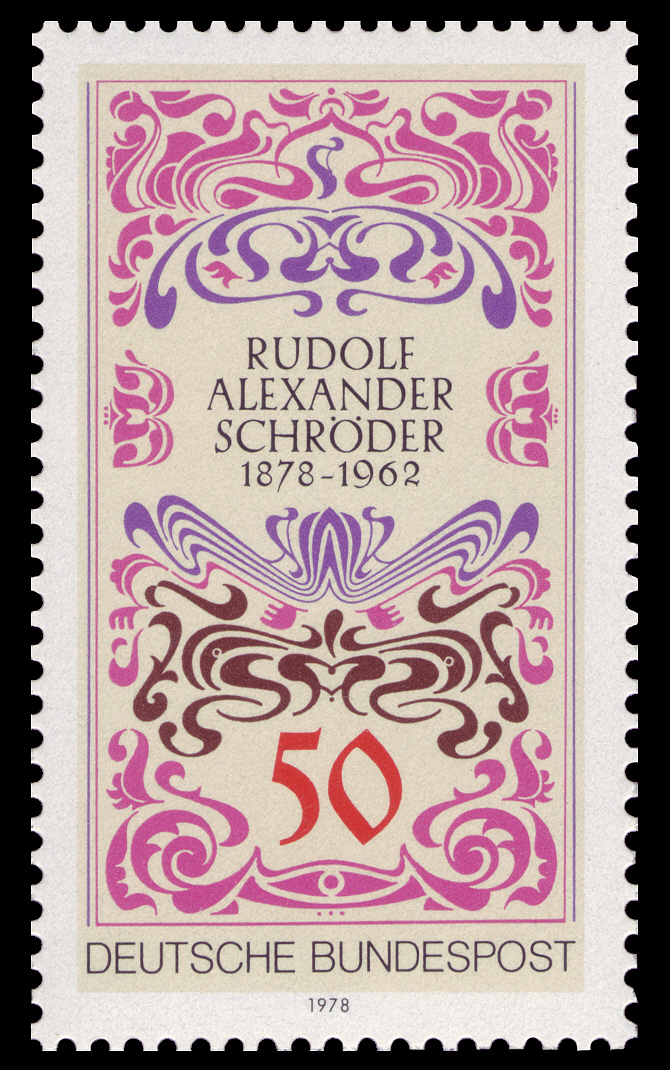
100. Geburtstag Schröders: Briefmarke der Deutschen Bundespost von 1978

- Sonette zum Andenken an eine Verstorbene. Gedichte. 1904
- Elysium. Gedichte. 1906
- Die Zwillingsbrüder. Sonette. 1908
- Lieder und Elegien. Gedichte. 1911[39]
- Deutsche Oden. Gedichte. 1910 (Neufassung 1913)
- Heilig Vaterland. Gedichte. 1914
- Audax omnia perpeti. Gedichte. 1922
- Der Herbst am Bodensee. Gedichte. 1925
- Mitte des Lebens. Gedichte. 1930
- Der Wanderer und die Heimat. Erzählung. 1931
- Aus Kindheit und Jugend. Autobiographie. 1935
- Dichtung und Dichter der Kirche. Essays 1937 (erweitert 1964)
- Die Ballade vom Wandersmann. Gedichte. 1937
- Die Kirche und ihr Lied. Essays. 1937
- Ein Lobgesang. Neue Lieder für Kirche und Haus. 1937 (erweitert 1939)
- Werke. S. Fischer; Suhrkamp vorm. S. Fischer (unvollst.) 1939 ff.
- Die weltlichen Gedichte. Gedichte. 1940
- Alten Mannes Sommer. Gedichte. 1947
- Stunden mit dem Wort. Vorträge und Predigten. 1948
- Die geistlichen Gedichte. 1949
- Unser altes Haus. Erinnerungen. 1951
- Gesammelte Werke 1–8, 1952 ff.
- Freundeswort. Briefwechsel R. A. Schröder – S. Stehmann. 1962
- Das Vaterunser. Eine Auslegung. 2. Auflage 1963
- Aphorismen und Reflexionen. Hrsg. von Richard Exner. 1977
- Briefwechsel R. Borchardt – R. A. Schröder 1901–1945, 2 Bde. 2001
- Der dunkle Glockenton. Briefwechsel mit Reinhold Schneider, hg. von Klaus Goebel, Passau 2014
- Die Weihnachtsgeschichte. Vertont von Christian Lahusen.

## Lieder in kirchlichen Gesangbüchern
- Es mag sein, dass alles fällt (1936/1939; Melodie Paul Geilsdorf 1940; EG 378)
- Wir glauben Gott im höchsten Thron (1937; Melodie Christian Lahusen vor 1945/1948; EG 184; GL 355)
- Abend ward, bald kommt die Nacht (1942; Melodie Samuel Rothenberg 1948; EG 487)
- Der Heiland kam zu seiner Tauf (1937; Melodie um 1570, bei Michael Praetorius 1610; EKG 153)
- Brich uns, Herr, das Brot (1937; Melodie Hans Friedrich Micheelsen 1938; EKG 162)
- O Christenheit, sei hocherfreut (1937; Melodie Hans Friedrich Micheelsen 1938; EKG 225)
- Wer kann der Treu vergessen (1937; Melodie Johann Georg Ebeling 1667; EKG 307)
- Ob alle Welt verginge (1937, nach Psalm 46; Melodie Christian Lahusen 1948; EKG Hamburg 436)
- Wir dienen, Herr, um keinen Lohn (1939; Melodie Rudolf Alexander Schröder 1946; EKG Hamburg 474 / Melodie um 1570, bei Michael Praetorius 1610; EKG Württemberg 520 / Melodie Hans Friedrich Micheelsen 1938; EKG Niedersachsen 445)
- Meine Seel ist still zu Gott (1937/1949, nach Psalm 62; Melodie Lili Wieruszowski 1946/1952; RG 38)

## Werke als Architekt

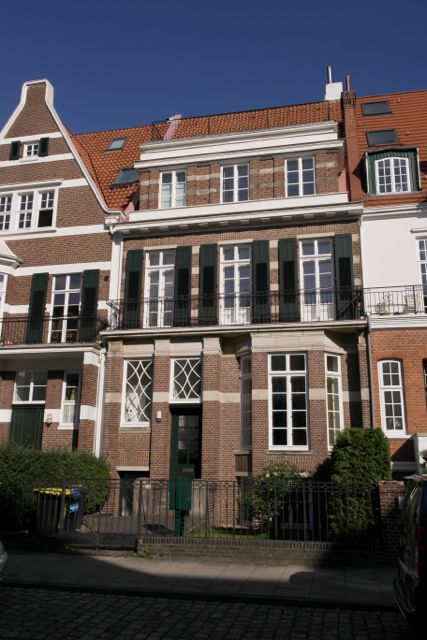
1907: Haus Heye

1909: Grabstein, Ausstellung in Bremen

- 1899–1901: Umbau und Einrichtung der Wohnung von Alfred Walter Heymel, München, Leopoldstraße 4, auch Insel-Wohnung genannt[40][41][42][43]
- 1907: Haus Heye in Bremen-Schwachhausen, Lüder-von-Bentheim-Straße 23[44]
- 1909: Grabstein für die Ausstellung auf dem Doventorsfriedhof Bremen 1909[45]
- 1914: Inneneinrichtung des Musiksalons im Bremen-Oldenburger Haus auf der Werkbundausstellung in Köln[40][46]
- 1921: Umbau Landgut Focke-Fritze, Bremen-Horn, Horner Heerstraße 11, für Robert Anton Hinrich Allmers
- 1922: Inneneinrichtung des Bremer Landhauses auf der Deutschen Gewerbeschau München[40][47]
- 1924: Villa auf dem Landgut Marwede für Hermann Marwede